# EchoBrain
EchoBrain – amerykański zespół muzyczny. Początkowy skład projektu stanowili: wokalista Dylan Donkin, perkusista Brian Sagrafena oraz ówczesny basista grupy Metallica – Jason Newsted. Pomysł współpracy między muzykami pojawił się w 1995 roku, podczas imprezy z cyklu Super Bowl.
Współpraca muzyków miała charakter nieoficjalny, dopiero po odejściu Jasona Newsteda z Metalliki zdecydowano o wydaniu wspólnego materiału. Utwory zostały ponownie zarejestrowane w domowym studiu nagraniowym Newsteda – Chophouse Records. Na płycie gościnnie wystąpiło wielu znajomych muzyków. Wśród nich Kirk Hammett z Metalliki oraz Jim Martin z Faith No More. Debiutancki album pt. Echobrain został wydany 3 maja 2002 roku. Niebawem zespół opuścił Jason Newsted, dołączając do grupy Voivod. Nowym basistą został Adam Donkin – brat wokalisty.
Na żywo muzycy wystąpili po raz pierwszy w sierpniu 2001 roku. Na scenie towarzyszyli im Chris Scianni (gitara) i David Borla (keyboard) z nowojorskiego zespołu Dangerman.
Przed nagraniem kolejnego albumu (pt. Glean) do zespołu dołączył gitarzysta i klawiszowiec Andrew Gomez. Nowy album pt. Glean pojawił się w sklepach 1 stycznia 2004 roku.
W 2005 roku grupa zawiesiła działalność, a muzycy zajęli się własnymi projektami.

## Skład
Podczas nagrywania Echobrain (2002):
- Dylan Donkin – gitara
- Brian Sagrafena – perkusja
- Jason Newsted – gitara basowa

Podczas nagrywania Glean (2004):
- Dylan Donkin – gitara
- Brian Sagrafena – perkusja
- Adam Donkin – gitara basowa
- Andrew Gomez – gitara, instrumenty klawiszowe

## Dyskografia
- Echobrain (2002)
- Strange Enjoyment (EP) (2002)
- Glean (2004)